# 玉溪镇 (宜章县)
玉溪镇为湖南省宜章县下辖镇，为宜章县政府所在地。玉溪镇于2012年4月，由原城南乡和城关镇成建制合并设立。新设时全镇辖4个社区、24个行政村，总人口8.43万人；总面积178.6平方公里，镇政府驻罗家山（原城南乡驻地）。

## 行政区域
- 原城南乡撤销前行政区划代码为431022200；下辖樟涵村、南湾村、廖家湾村、罗家山村、寿福村、新田村、法堂村、西门村、黄岑村、曹家瑶族村、罗家灌村、成家村、五都岭村、吴家村、下蕉村、上蕉村、黄土山村、塘园村共计18个行政村。
- 原城关镇撤销前行政区划代码为431022100；下辖城北社区、四方井社区、南京洞社区、普化寺社区、清水村、曹排村、江波头村、城东村、水浸窝村、长冲村共计6行政村和4社区。